# Lamproplax picea
Lamproplax picea ist eine Wanze aus der Familie der Rhyparochromidae.

## Merkmale
Die Wanzen werden 4,0 bis 5,1 Millimeter lang und haben einen oberseits glänzend dunkelbraunen Körper. Die vordere Hälfte des Pronotums ist glatt, die hintere Hälfte ist dicht punktförmig strukturiert. Die Schenkel (Femora) der Vorderbeine tragen zwei feine Dornen und das vierte Glied der Fühler ist ziemlich blass gefärbt, insbesondere zur Spitze hin. Es gibt Tiere mit brachypteren, also verkürzten, und makropteren, also voll entwickelten, Flügeln.

## Verbreitung und Lebensraum
Die Art ist in Europa vom Alpenraum bis in den Süden Skandinaviens und den Britischen Inseln verbreitet. Im Osten reicht die Verbreitung bis ins nördliche und zentrale Russland. Da die Art im Norden und in den Alpen häufig ist, geht man von einem boremontanen Verbreitungsschwerpunkt aus. In Deutschland ist sie überall selten, wobei die meisten Nachweise aus dem Tiefland Norddeutschlands und um die Alpen vorliegen. Vereinzelt gibt es auch Nachweise aus den Mittelgebirgen. Die Art ist auch in Österreich selten und nur vereinzelt aus den Alpen nachgewiesen.
Die Tiere besiedeln saure, feuchte bis nasse Böden in offenen Lebensräumen wie z. B. Hoch- oder Niedermooren, oder halbschattige Lebensräume wie z. B. Erlenbrüche, bevorzugt mit Gehölzbewuchs. Sie leben unter Besenheide (Calluna vulgaris), Heidekräutern (Erica), Heidelbeeren (Vaccinum) und Krähenbeeren (Empetrum), oder unter Sauergräsern. Man findet sie dort sehr versteckt in Moospolstern von Torfmoosen (Sphagnum) und Widertonmoosen (Polytrichum) oder in der Bodenstreu.

## Lebensweise
Nur selten kann man Imagines beim Hochklettern an den Pflanzen beobachten. Die Nymphen findet man im Juni und Juli, ab August treten die Adulten der neuen Generation auf, die schließlich überwintern.

## Belege